# ریچل کارسون
ریچل لوئیز کارسون (به انگلیسی: Rachel Louise Carson) ‏ (۲۷ مه ۱۹۰۷ - ۱۴ آوریل۱۹۶۴) نویسنده زیست‌شناسی دریایی و محیط زیست آمریکایی بود.

## زندگی
ریچل کارسون در سال ۱۹۰۷ در منطقه روستایی Springdale در ایالت پنسیلوانیای آمریکا متولد شد و رشد کرد. او عشق به طبیعت و جهان زنده را از مادر خود به ودیعه گرفت که نخست به صورت یک نویسنده و سپس در قالب دانشجوی زیست‌شناسی دریایی بروز پیدا کرد. کارسون در سال ۱۹۲۹ تحصیلات خود را در رشته زیست‌شناسی دریایی به پایان رساند و از کالج دخترانه پنسیلوانیا درجه لیسانس دریافت کرد. سپس در رشته جانورشناسی تحصیلات خود را ادامه داد و در سال ۱۹۳۲ از دانشگاه جان هاپکینز موفق به اخذ درجه فوق لیسانس شد.
او سپس برای نوشتن بیانیه‌های رادیویی توسط اداره شیلات آمریکا استخدام شد و در ضمن برای نشریه بالتیمور سان مقالاتی در زمینه تاریخ طبیعی می‌نوشت.
در سال ۱۹۳۶ وارد سرویس فدرال آمریکا شد و به مدت ۱۵ سال در آنجا به عنوان دانشمند و ویراستار خدمت کرد. او جزوات متعددی در مورد حفاظت از منابع طبیعی نوشت و مقالات علمی زیادی را ویراستاری کرد، اما در اوقات فراغتش از پژوهشهای رسمی و دولتی به نثر ادبی و عاطفی گریز می‌زد که نخستین ثمره آن مقاله‌ای بود تحت عنوان زیر دریا (ماهنامه آتلانتیک ۱۹۳۷) و سپس کتابی به نام زیردریا- باد (۱۹۴۱). در سال ۱۹۵۲ او کتاب دریای پیرامون ما را منتشر کرد که برنده جایزه اقیانوس‌شناسی شد و به دنبال آن کتاب کرانه دریا را در سال ۱۹۵۵ به چاپ رسانید. این کتاب‌ها متضمن نوعی شرح حال از اقیانوسها بودند و ریچل کارسون را به عنوان طبیعت‌دان و دانشمندی که برای عموم مردم می‌نویسد بر سر زبان‌ها انداخت. کارسون در سال ۱۹۵۲ از سرویس دولتی استعفا داد تا بتواند همهٔ وقت خود را صرف نویسندگی کند.
او پس از جدالی طولانی با بیماری سرطان سینه، سرانجام در سال ۱۹۶۴ درگذشت. تلاشهای او برای شناساندن زیبایی و کمال زندگی الهام بخش نسلهای جدیدی است که می‌خواهند از عالم حیات و همه موجودات آن محافظت نمایند.

## مقالات
او به منظور آموزش مردم درباره شگفتی و زیبایی دنیای زنده چندین مقاله دیگر هم به رشته تحریر درآورد که برخی از آن‌ها عبارتند از:
به کودکان خود کمک کنید بپرسند (۱۹۵۶)، سواحل همیشه در تغییر ما (۱۹۵۷) و کتاب دیگری را هم در موضوع بوم‌شناسی حیات تنظیم کرد. موضوعی که در همه نوشته‌های کارسون به چشم می‌خورد این بود که نوع بشر فقط بخشی از طبیعت ست که به واسطه نیروی خود در دگرگونی طبیعت که اغلب این دگرگونی‌ها برگشت‌ناپذیرند از بقیه انواع متمایز شده‌است.

## جایزه‌ها
کتابِ بهار خاموشِ او برندهٔ ۸ جایزه معروف و از پرفروش‌ترین کتابهایی است که دنیا را در مورد آلودگیهای کره زمین به تکان واداشته‌است. بهار خاموش گفتاری است درباره آلاینده‌های ساخته دست بشر که حیات روی زمین را تهدید به نابودی می‌کنند.
پس از جنگ جهانی دوم استفاده بی‌رویه از سموم شیمیایی آفت کش توجه کارسون را به خود جلب کرد و او را واداشت تا مردم را از اثرات درازمدت سموم آفت کش آگاه سازد. وی در کتاب بهار خاموش (۱۹۶۲) شیوه‌های متخصصین علوم کشاورزی را به چالش خواند و همگان را به تحول در دیدگاه بشر نسبت به دنیای طبیعت دعوت کرد. کارسون پس از آن آماج حملات صنایع شیمیایی و برخی کارکنان دولت که او را اخلال گر می‌نامیدند قرار گرفت، اما با شهامت از موضع خود دفاع می‌کرد و می‌گفت: نباید فراموش کنیم که ما هم بخشی آسیب پذیر از دنیای طبیعت هستیم و به اندازه سایر بخشهای اکوسیستم در معرض خطر می‌باشیم. در سال ۱۹۶۳ کارسون از کنگره آمریکا تقاضا کرد تا سیاست‌های جدیدی برای حفاظت سلامتی انسان‌ها و محیط زیست اتخاذ نمایند.
کتاب بهار خاموش او در ۱۹۶۲ جنبشی زیست‌محیطی را پدید آورد که موجب بازنگری اساسی در جایگاه علم در زندگی انسان شد. شرکت‌های شیمیایی بزرگ و متحدان تجاری آن‌ها نزدیک به ۲۵۰۰۰۰ دلار برای بی‌اعتبار کردن تحقیقات او در این کتاب و خراب کردن شخصیت او هزینه کردند و جنسیت او را به عامل مهمی در مبارزات خود علیه کتاب تبدیل کردند و او را «پیردختری عصبی و احساساتی» نامیدند که «از گربه‌ها نگهداری می‌کند» و «از علم ژنتیک حالش به هم می‌خورد».